# 라이스 멀둔
라이스 멀둔(Rhys Muldoon, 1965년 10월 17일 ~ )은 오스트레일리아의 배우, 영화배우, 텔레비전 배우이다.
뉴캐슬에서 태어났다.

## 영화
- 웨이팅 포 더 터닝 오브 더 어스 (2011년)
- 더 라스트 타임 아이 써 마이클 그레그 (2011년)
- 봄의 멜로디 (2011년) - 게리 역
- 비터 앤 트위스티드 (2008년)
- 세이비어 (2005년)
- 엑스트라 (2005년)
- 더 크롭 (2004년)
- 대니 덱체어 (2003년)